# La Chapelle-Thouarault
La Chapelle-Thouarault é uma comuna francesa na região administrativa da Bretanha, no departamento Ille-et-Vilaine. Estende-se por uma área de 7,63 km². Em 2010 a comuna tinha 2 238 habitantes (densidade: 293,3 hab./km²).